# István Kemény
Dans le nom hongrois Kemény István, le nom de famille précède le prénom, mais cet article utilise l’ordre habituel en français István Kemény, où le prénom précède le nom.
István Kemény ([ˈiʃtvaːn], [ˈkɛmeːɲ]), né le 14 août 1925 à Kaposvár et mort le 14 avril 2008 à Budapest, est un sociologue hongrois, récipiendaire du prix Széchenyi.

## Biographie

### 1947-1976: un sociologue sous le communisme
István Kemény travaille de 1947 à 1948 pour l'Institut scientifique Pál Teleki. En 1948, il devient enseignant dans le secondaire puis est emprisonné en 1957 par le régime de la République populaire de Hongrie. Libéré en 1959, il travaille comme traducteur. Entre 1970 et 1973, il intègre l'Institut de recherche en sociologie de l'Académie hongroise des sciences (Magyar Tudományos Akadémia, MTA). Interdit de publication en 1973, il s'installe comme sociologue indépendant jusqu'en 1976.

### 1977-1990: émigration à Paris puis retour en Hongrie
En 1977, il émigre à Paris avec son fils, Andras Kemeny où il intègre la Maison des sciences de l'homme entre 1978 et 1981. Entre 1983 et 1990, il est employé par l'École des hautes études en sciences sociales (EHESS) où il dirige les Cahiers hongrois (Magyar Füzetek). De 1980 à 1990, il participe aux activités de la Radio libre Europe (Szabad Európa Rádió) puis retourne en Hongrie lors de la chute du régime. 

### 1990-2008: reconnaissance scientifique
À partir de 1992, il devient le président de la Société hongroise de sociologie. Entre 1990 et 1992, il est conseiller scientifique auprès de l'Institut de sociologie du MTA et en occupe même par intérim le poste de directeur. 
En 1990, il participe au changement du régime en devenant conseiller principal du nouveau maire de Budapest, le libéral de gauche Gábor Demszky. En 1994, il reçoit le titre de docteur en sociologie. 
En 1994, il est distingué du prix Ferenc Deák et en 2008 du prix Széchenyi.

## Postérité
Le travail d'István Kemény est considéré comme crucial dans le champ de recherche sur la pauvreté et les populations roms. Dès les années 1960, il propose une approche plutôt compréhensiviste dans l'approche des phénomènes de ségrégation, rompant dans ses conclusions avec le discours politique de l'époque. Son intransigeance le pousse ainsi à émigrer pendant treize ans en France et à regagner parmi les premiers la Hongrie dès la chute du communisme.
De retour dans son pays, il intègre le cabinet du maire de Budapest, ce qui lui permet d'entreprendre des recherches approfondies sur les Roms vivant dans la capitale hongroise. Cette position singulière le pousse également à militer en faveur de la défense de leur droit au travail et d'une politique d'incitation à la formation continue des adultes.

## Œuvres
- Parasztságunk útja (1947)
- Társadalmi rétegződés Magyarországon (avec Aladárné Mód, Sándor Ferge et György Láng, 1966),
- Elméletek a társadalmi rétegződésről (1969),
- A gazdasági vezetők magatartása (1970),
- A szexuális élet szociológiája (dir., 1972),
- Az alacsony jövedelmű népesség életkörülményei Magyarországon (1972),
- A magyarországi cigány lakosság (1976),
- Ouvriers Hongrois (1985),
- Magyar munkástanácsok 1956-ban (1986),
- Velük nevelkedett a gép (1990),
- Közelről s távolból (1991),
- Vagyongazdálkodás, városrehabilitáció és lakáspolitika (1991),
- Szociológiai írások (1992),
- Cigányok Magyarországon (dir., 1999),
- A magyarországi romák (dir., 2000),
- A romák/cigányok és a láthatatlan gazdaság (dir., 2000),
- Cigány gyerekek az általános iskolában (coauteur., 2002),
- A magyarországi cigányság 1971–2003 (coauteur, 2004).

## Sources et références
1. ↑   (hu) https://www.origo.hu/itthon/20080415-elhunyt-kemeny-istvan-szociologus.html